# Liste de films tournés dans le département de Loir-et-Cher
Un certain nombre d'œuvres cinématographiques et télévisuelles ont été tournés dans le département de Loir-et-Cher.
Voici une liste à compléter de films, téléfilms, feuilletons télévisés, films documentaires… tournés dans le département de Loir-et-Cher, classés par commune et lieu de tournage et date de diffusion.
- Haut – A
- B
- C
- D
- E
- F
- G
- H
- I
- J
- K
- L
- M
- N
- O
- P
- Q
- R
- S
- T
- U
- V
- W
- X
- Y
- Z

## A
- Haut – A
- B
- C
- D
- E
- F
- G
- H
- I
- J
- K
- L
- M
- N
- O
- P
- Q
- R
- S
- T
- U
- V
- W
- X
- Y
- Z

## B
- Baillou
  - 1969 : Le Cerveau de Gérard Oury[1]

- Blois

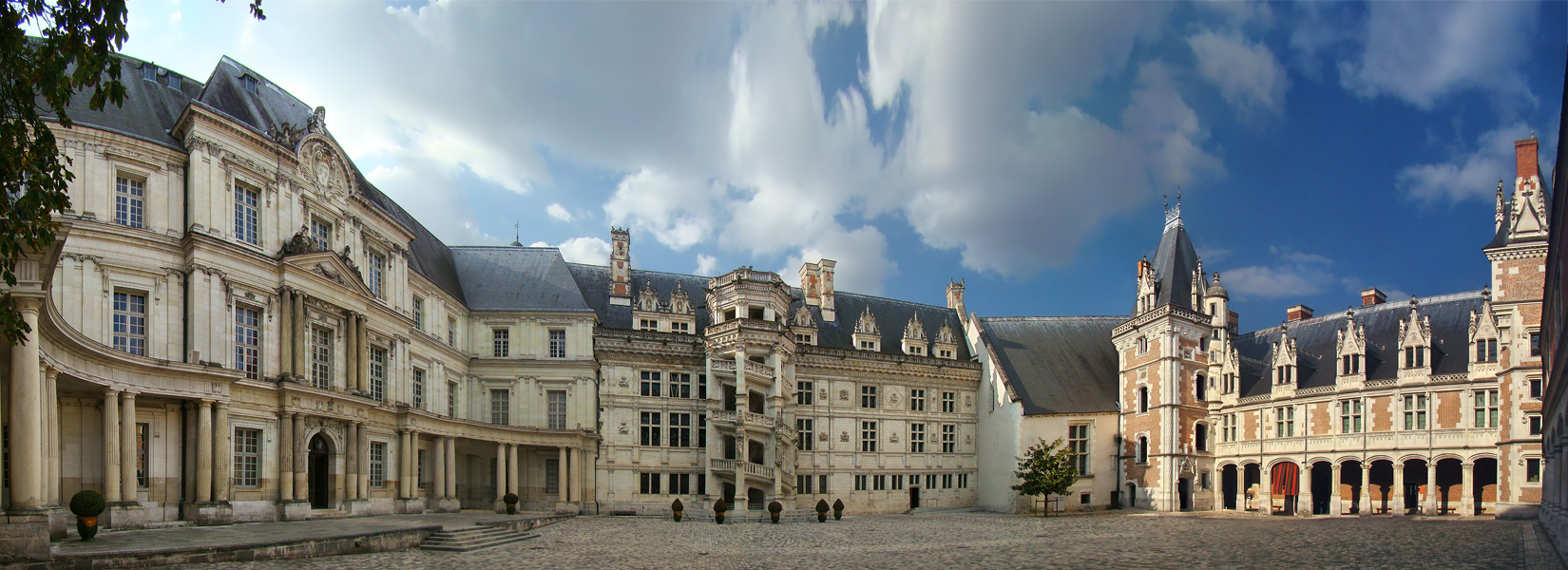
Le château de Blois

  - 1964 : Hardi ! Pardaillan  de Bernard Borderie
  - 1969 : D'Artagnan, feuilleton télévisé de Claude Barma[2]
  - 2010 : La Princesse de Montpensier, film de Bertrand Tavernier[3]
  - 2015 : Belles Familles, film de Jean-Paul Rappeneau (Cathédrale Saint-Louis)
  - 2021 : Capitaine Marleau `Saison 4, Épisode 3 : Claire obscure série télévisée de Josée Dayan

- Haut – A
- B
- C
- D
- E
- F
- G
- H
- I
- J
- K
- L
- M
- N
- O
- P
- Q
- R
- S
- T
- U
- V
- W
- X
- Y
- Z

## C
- Chambon-sur-Cisse

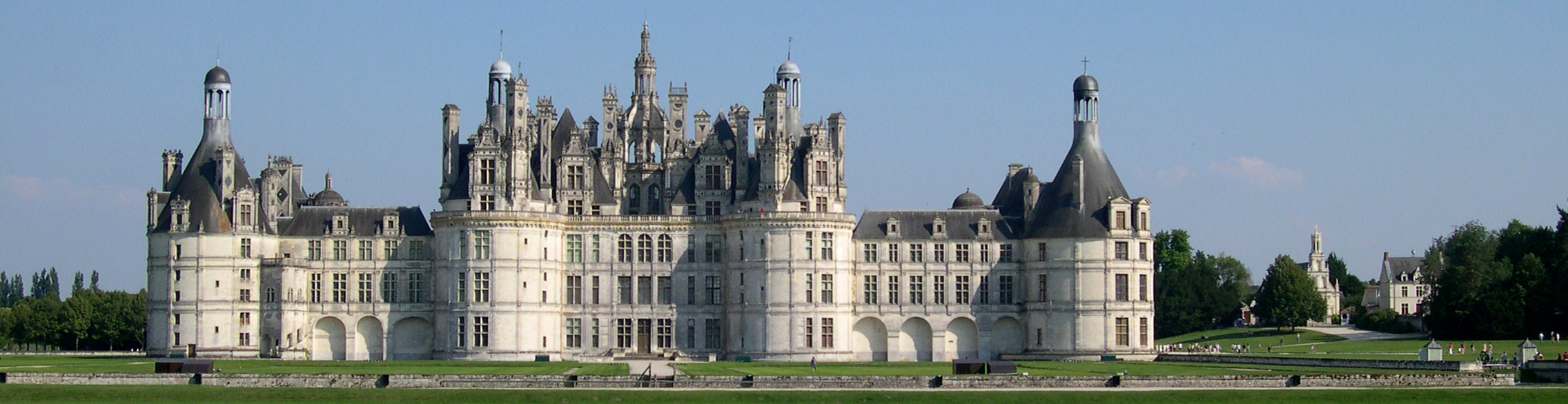
Le château de Chambord et la chapelle

  - 2015 : Belles Familles de Jean-Paul Rappeneau

- Chambord
  - 1970 : Peau d'âne de Jacques Demy
  - 1982 : Les Sous-doués en vacances de Claude Zidi
  - 1993 : Louis, enfant roi de Roger Planchon
  - 1996 : Hommes, femmes : mode d'emploi de Claude Lelouch (Château de Chambord)
  - 2017 : L'École buissonnière de Nicolas Vanier
  - 2019 : Chambord, documentaire de Laurent Charbonnier

- Chaumont-sur-Loire
  - 1973 : Le Train de Pierre Granier-Deferre

- Chissay-en-Touraine
  - 1921 : Les Trois Mousquetaires de Henri Diamant-Berger

- Cour-Cheverny
  - 1997 : La Moindre des choses, documentaire de Nicolas Philibert tourné en 1995 à la clinique de La Borde

- Haut – A
- B
- C
- D
- E
- F
- G
- H
- I
- J
- K
- L
- M
- N
- O
- P
- Q
- R
- S
- T
- U
- V
- W
- X
- Y
- Z

## D
- Haut – A
- B
- C
- D
- E
- F
- G
- H
- I
- J
- K
- L
- M
- N
- O
- P
- Q
- R
- S
- T
- U
- V
- W
- X
- Y
- Z

## E
- Haut – A
- B
- C
- D
- E
- F
- G
- H
- I
- J
- K
- L
- M
- N
- O
- P
- Q
- R
- S
- T
- U
- V
- W
- X
- Y
- Z

## F
- La Ferté-Saint-Cyr
  - 2017 : L'École buissonnière de Nicolas Vanier

- Fresnes
  - 2006 : Le Grand Meaulnes de Jean-Daniel Verhaeghe

- Haut – A
- B
- C
- D
- E
- F
- G
- H
- I
- J
- K
- L
- M
- N
- O
- P
- Q
- R
- S
- T
- U
- V
- W
- X
- Y
- Z

## G
- Haut – A
- B
- C
- D
- E
- F
- G
- H
- I
- J
- K
- L
- M
- N
- O
- P
- Q
- R
- S
- T
- U
- V
- W
- X
- Y
- Z

## H
- Haut – A
- B
- C
- D
- E
- F
- G
- H
- I
- J
- K
- L
- M
- N
- O
- P
- Q
- R
- S
- T
- U
- V
- W
- X
- Y
- Z

## I
- Haut – A
- B
- C
- D
- E
- F
- G
- H
- I
- J
- K
- L
- M
- N
- O
- P
- Q
- R
- S
- T
- U
- V
- W
- X
- Y
- Z

## J
- Haut – A
- B
- C
- D
- E
- F
- G
- H
- I
- J
- K
- L
- M
- N
- O
- P
- Q
- R
- S
- T
- U
- V
- W
- X
- Y
- Z

## K
- Haut – A
- B
- C
- D
- E
- F
- G
- H
- I
- J
- K
- L
- M
- N
- O
- P
- Q
- R
- S
- T
- U
- V
- W
- X
- Y
- Z

## L
- Lamotte-Beuvron

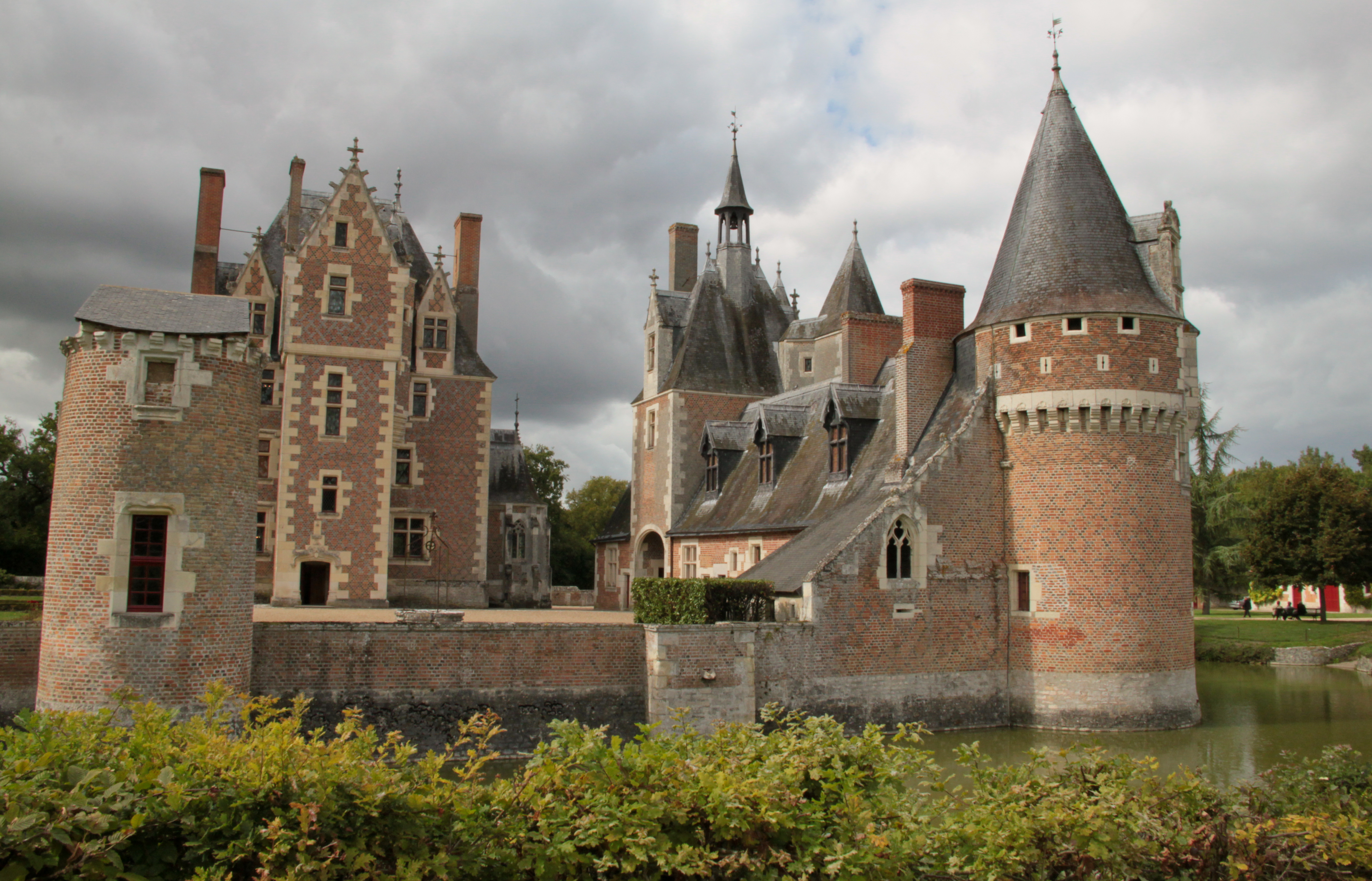
Le Château du Moulin à Lassay-sur-Croisne

  - 1939 : La Règle du jeu de  Jean Renoir

- Lassay-sur-Croisne (Château du Moulin)
  - 1926 : Mauprat de  Jean Epstein
  - 1963 : Thierry la Fronde de  Jean-Claude Deret[4]
  - 2011 : Le Roi, l'Écureuil et la Couleuvre de  Laurent Heynemann

- Haut – A
- B
- C
- D
- E
- F
- G
- H
- I
- J
- K
- L
- M
- N
- O
- P
- Q
- R
- S
- T
- U
- V
- W
- X
- Y
- Z

## M
- Marcilly-en-Gault
  - 2017 : L'École buissonnière de Nicolas Vanier

- La Marolle-en-Sologne
  - 2017 : L'École buissonnière de Nicolas Vanier (château de Villebourgeon)[5],[6]

- Mennetou-sur-Cher
  - 1963 : Thierry la Fronde de  Jean-Claude Deret[7]
  - 2017 : L'École buissonnière de Nicolas Vanier

- Haut – A
- B
- C
- D
- E
- F
- G
- H
- I
- J
- K
- L
- M
- N
- O
- P
- Q
- R
- S
- T
- U
- V
- W
- X
- Y
- Z

## N
- Neung-sur-Beuvron
  - 2017 : L'École buissonnière de Nicolas Vanier

- Haut – A
- B
- C
- D
- E
- F
- G
- H
- I
- J
- K
- L
- M
- N
- O
- P
- Q
- R
- S
- T
- U
- V
- W
- X
- Y
- Z

## O
- Onzain
  - 1973 : Le Train de Pierre Granier-Deferre

- Haut – A
- B
- C
- D
- E
- F
- G
- H
- I
- J
- K
- L
- M
- N
- O
- P
- Q
- R
- S
- T
- U
- V
- W
- X
- Y
- Z

## P
- Haut – A
- B
- C
- D
- E
- F
- G
- H
- I
- J
- K
- L
- M
- N
- O
- P
- Q
- R
- S
- T
- U
- V
- W
- X
- Y
- Z

## Q
- Haut – A
- B
- C
- D
- E
- F
- G
- H
- I
- J
- K
- L
- M
- N
- O
- P
- Q
- R
- S
- T
- U
- V
- W
- X
- Y
- Z

## R
- Haut – A
- B
- C
- D
- E
- F
- G
- H
- I
- J
- K
- L
- M
- N
- O
- P
- Q
- R
- S
- T
- U
- V
- W
- X
- Y
- Z

## S
- Saint-Aignan
  - 1995: Grand écran de Philippe Gauthier (Court métrage)

- Saint-Viâtre
  - 2017 : L'École buissonnière de Nicolas Vanier

- Seillac
  - 2015 : Belles Familles de Jean-Paul Rappeneau

- Haut – A
- B
- C
- D
- E
- F
- G
- H
- I
- J
- K
- L
- M
- N
- O
- P
- Q
- R
- S
- T
- U
- V
- W
- X
- Y
- Z

## T
- Haut – A
- B
- C
- D
- E
- F
- G
- H
- I
- J
- K
- L
- M
- N
- O
- P
- Q
- R
- S
- T
- U
- V
- W
- X
- Y
- Z

## U
- Haut – A
- B
- C
- D
- E
- F
- G
- H
- I
- J
- K
- L
- M
- N
- O
- P
- Q
- R
- S
- T
- U
- V
- W
- X
- Y
- Z

## V
- Vendôme
  - 2002 : série télévisée Père et Maire de Christian Rauth et Daniel Rialet
  - 2012 : Le Grand Soir de Benoît Delépine et Gustave Kervern[8]

- Haut – A
- B
- C
- D
- E
- F
- G
- H
- I
- J
- K
- L
- M
- N
- O
- P
- Q
- R
- S
- T
- U
- V
- W
- X
- Y
- Z

## W
- Haut – A
- B
- C
- D
- E
- F
- G
- H
- I
- J
- K
- L
- M
- N
- O
- P
- Q
- R
- S
- T
- U
- V
- W
- X
- Y
- Z

## X
- Haut – A
- B
- C
- D
- E
- F
- G
- H
- I
- J
- K
- L
- M
- N
- O
- P
- Q
- R
- S
- T
- U
- V
- W
- X
- Y
- Z

## Y
- Yvoy-le-Marron
  - 2017 : L'École buissonnière de Nicolas Vanier

- Haut – A
- B
- C
- D
- E
- F
- G
- H
- I
- J
- K
- L
- M
- N
- O
- P
- Q
- R
- S
- T
- U
- V
- W
- X
- Y
- Z